# 臺灣綜合大學系統
臺灣綜合大學系統（英語：Taiwan Comprehensive University System，TCUS），簡稱臺綜大，舊稱「臺灣T4大學聯盟」，是一個由國立成功大學、國立中興大學、國立中山大學、國立中正大學等4所綜合大學合作成立的大學系統。2016年與德國理工大學九校聯盟締結姐妹關係。

## 概要
2012年，國立成功大學校長黃煌煇指出：
|  | ...過去臺聯大成效未彰顯，主因在於彼此間同質性太高，臺綜大四校中成大以醫學機械見長、中興以農業生技聞名、中山則在海洋生物有許多領先研究，中正則培育出不少社會科學人才。 |

此為臺灣綜合大學系統成立之初衷。
臺綜大4校共同籌組跨校、跨領域的研究中心。初期掛牌成立「公共政策研究中心」、「微奈米研究中心」及「海洋政策研究中心」等三個跨校整合的研究單位，並以生命科學、海洋科學、能源與前瞻科技（Advanced Research）為主要合作項目。
臺綜大4校學生可到盟校擔任交換學生，各校每學年推薦10名學生至他校，同時也接受10名交換生入學。成立學生跨校選課、教師巡迴上課的「領袖通識課程」以及校際轉系管道，教育部初步同意保留10%到20%的名額，供學生轉換校系。
臺綜大4校成立學生跨校選課、教師巡迴上課的「領袖通識課程」。
跨校轉系管道，教育部初步同意保留10%到20%的名額，供學生轉換校系。
2013年，臺綜大4校試辦運動績優學生聯合招生。自2019年起改由四校單獨辦理招生。
2013年，臺綜大「國際工作圈」整合4校資源，實際以英語授課（International Summer School）共同招收海內外學生來台修習專業課程，體驗臺灣文化、精進華語學習。
2016年，臺綜大轉學生考試將進行跨校聯招。
由於T3聯盟的成立，原屬於國立中山大學、國立成功大學之間校際競賽的「城灣盃」也在2008年納入了國立中興大學，更名為「興城灣盃」。2011年因批准了國立中正大學的加入，更名為「正興城灣盃」。

## 評價
- 中興大學以農學立校，是中台灣最大的綜合大學。
- 成功大學以工學立校，是南台灣最大的綜合大學。
- 中山大學以商學、海洋學科立校，中山大學系列之一。
- 中正大學以基礎學科立校，是台灣最初的郊區大學城大學[5]。

| TCUS成員機構 | 2020 世界大學學術排名。 | 2021 QS世界大學排名 | 2024 泰晤士高等教育世界大學排名 | 2021 美國新聞與世界報導 | 2021 泰晤士高等教育新興經濟體大學排名 | 2020-2021 世界大學排名中心 （页面存档备份，存于） | 2020 Eduniversal |
| ------------ | ----------------------- | ------------------- | ------------------------------- | ----------------------- | ------------------------------------- | ------------------------------------------------- | ---------------- |
| 國立成功大學 | 386                     | 234                 | 501-600                         | 635                     | 47                                    | 325                                               | 2片棕櫚葉        |
| 國立中山大學 | 659                     | 416                 | 601–800                         | 949                     | 140                                   | 779                                               | 4片棕櫚葉        |
| 國立中興大學 | 901                     | 601-650             | 1001-1200                       | 1078                    | 251-300                               | 662                                               | 榜外             |
| 國立中正大學 | 榜外                    | 801-1000            | 1201-1500                       | 1476                    | 401-500                               | 1268                                              | 榜外             |

## 沿革
- 2008年，國立中山大學發起，與國立成功大學、國立中興大學共組臺灣T3大學聯盟。原計畫邀請高雄醫學大學加入，但被拒絕。「T3」為「TOP3」之簡稱，意謂中臺灣、南臺灣的頂尖國立綜合大學。
- 2010年，經三校開會後批准國立中正大學加入，因此更名為臺灣T4大學聯盟。
- 2011年，教育部核定成立臺灣綜合大學系統。
- 2012年11月5日，香港科技大學前校長、中央研究院院士朱經武（成大校友）就任首任系統校長。

### 歷史淵源
中興大學－成功大學
興大、成大2校皆創建於台灣日治時期。臺灣戰後時期，「中興」、「成功」成為校名合稱「中興成功」的「臺灣省立大學」。
興大、成大的第4任校長皆為羅雲平博士，也因此2校校園都有一棟「雲平（大）樓」。
中山大學－中正大學
中山、中正2校皆創建於台灣1980年代，皆蘊含「平衡南北高等教育」的政治使命。
嘉義縣民代曾戮力爭取中山在該地復校。12年後，中正成為嘉義縣民雄鄉第一所大學。

### 歷任校長
系統校長
| 任次 | 姓名   |
| ---- | ------ |
| 1    | 朱經武 |
| 2    | 王汎森 |

輪值校長
| 任次 | 姓名                    |
| ---- | ----------------------- |
| 1    | 黃煌煇（國立成功大學）  |
| 2    | 楊弘敦（國立中山大學）  |
| 3    | 蘇慧貞 ( 國立成功大學 ) |
| 4    | 薛富盛 ( 國立中興大學 ) |

## 其它大學聯盟系統介紹

### 臺灣的大學聯盟系統
- 臺灣聯合大學系統
- 國立臺灣大學系統
- 國立臺北專業大學聯盟
- 中臺灣大學系統
- 泛太平洋大學聯盟
- 雲林國立大學聯盟
- 優久聯盟
- 台灣國立大學系統
- 台灣教育大學系統

### 國外著名的大學聯盟系統
美國
- 常春藤盟校
- 公立常春藤
- 七姊妹學院

加拿大
- U15

英國
- 羅素大學集團

中國大陸
- 九校聯盟

澳洲
- 澳洲八校聯盟

## 外部連結
- 臺灣綜合大學系統
- 臺灣綜合大學系統運動績優學生聯合招生
- 臺灣綜合大學系統暑期英語授課網站 （页面存档备份，存于）
- 臺灣綜合大學系統國際學院籌備處 （页面存档备份，存于）
- 臺灣綜合大學系統教務工作圈 （页面存档备份，存于）

## 註腳
1. ↑  王俊忠. . 自由時報. 2015-01-15  [2015-01-16]. （原始内容存档于2019-06-29）.
2. ↑  中時電子報. . 中時電子報.   [2018-11-01]. （原始内容存档于2021-04-26） （中文（臺灣））.
3. ↑  .   [2017-07-27]. （原始内容存档于2017-08-11）.
4. ↑  . summer.taiwanstudy.asia.   [2013-04-18]. （原始内容存档于2021-02-27）.
5. ↑  
 (PDF).   [2013-03-23]. （原始内容 (PDF)存档于2019-06-12）.
6. ↑  .   [2020-09-26]. （原始内容存档于2020-11-09）.
7. ↑  .   [2020-09-26]. （原始内容存档于2020-11-09）.
8. ↑  . 2020-06-10  [2020-07-13]. （原始内容存档于2020-06-09）.
9. ↑  .   [2020-07-13]. （原始内容存档于2020-08-22）.
10. ↑  . usnews.com.   [2020-11-17]. （原始内容存档于2014-10-28）.
11. ↑  . cwur.org.   [2020-07-13]. （原始内容存档于2020-03-28）.
12. ↑  . cwur.org.   [2020-07-13]. （原始内容存档于2020-06-08）.